# Aimone Lo Prete
Aimone Lo Prete (Roma, 6 gennaio 1906 – ...) è stato un allenatore di calcio e calciatore italiano, di ruolo difensore.

## Caratteristiche tecniche
Giocava come terzino.

## Carriera
Esordì in Serie A con la maglia del Palermo il 26 febbraio 1933 in Palermo-Lazio (2-1).
Nel 1951-1952 fu l'allenatore del Drepanum, che l'anno successivo avrebbe cambiato denominazione in Trapani, e Lo Prete viene sostituito da Ferenc Plemich a campionato in corso.
Nel 1958-1959, dopo aver allenato nelle giovanili della Lazio, fu vice-allenatore dello jugoslavo Blagoje Marjanović prima e Carmelo Di Bella poi sulla panchina del Catania.
Nella stagione 1960-1961 fu allenatore dell'Avellino, subentrando dalla quinta giornata ad Armo Agosto e venendo esonerato dopo la ventiseiesima.. Nel campionato successivo allenò la Nuorese.

## Collegamenti esterni

Da sinistra, Di Bella, Borel e Lo Prete nel 1959.

## Palmarès
- Campionato italiano di Serie B: 1

Palermo: 1931-1932
- Prima Divisione: 1

Palermo: 1929-1930